# Cressogno
Cressogno (Cressoeugn in dialetto comasco) è una frazione geografica del comune di Valsolda, in provincia di Como, posta a est del centro abitato, lungo la strada che costeggia il Ceresio verso Cima di Porlezza.

## Geografia
A Cressogno ci sono molte case di vacanza, il turismo è l'attività principale. Cressogno è raggiungibile da Lugano in auto su una strada principale o in barca.
A Cressogno finisce il tunnel tra il confine svizzero e Porlezza (7 km della Statale Regina 340). Dopo più di 25 anni di costruzione, il tunnel è stato aperto nella primavera del 2013.

## Storia
Cressogno fu un antico comune del Milanese.

Antica stampa di Cressogno

Durante la dominazione spagnola il municipio, come tutti gli altri della valle, disponeva di poteri limitati dato che esigenze pratiche di vita comune avevano fatto sì che la gran parte delle funzioni pubbliche fosse gestita in comune dal consiglio generale della Valsolda. Nel 1786 Cressogno entrò per un quinquennio a far parte della Provincia di Como, per poi cambiare continuamente i riferimenti amministrativi nel 1791, nel 1797 e nel 1798. Nel 1799 contò 100 anime, e fu portato definitivamente sotto Como nel 1801.
Soppressa la pieve già dal 1797 all'arrivo delle armate rivoluzionarie francesi, la valle ritrovò ben presto la sua unità amministrativa mediante la fusione di tutti i comuni in un'unica entità alla proclamazione del Regno d'Italia nel 1805.
Il ritorno degli austriaci significò comunque lo scioglimento di tutte le unioni, e per Cressogno si aprì più di un secolo di amministrazione separata. Nel 1853 la località risultò essere popolato da 113 anime, scese a 79 nel 1871. Nel 1921 si registrarono solo 135 residenti. Fu il regime fascista a decidere nel 1928 di sopprimere definitivamente il comune restaurando l'antica unità della valle, creando così il Comune della Valsolda.

## Monumenti e luoghi d'interesse

### Architetture religiose

#### Santuario di Nostra Signora della Caravina
Il Santuario di Nostra Signora della Caravina (o Garavina) fu eretto durante la lotta contro l'eresia, a seguito di presunti miracoli che si sarebbero verificati nel 1562 in una cappellina allora esistente in quel luogo. Dopo due visite pastorali da parte di Carlo Borromeo (1570 e 1572), il santuario fu eretto nel 1663, sulla base di un disegno di Carlo Buzzi. Successivi interventi avvennero nel 1866, con la realizzazione del pronao esterno e della facciata ad opera dell'artista locale Carlo Vicini.
All'interno, decorato da affreschi del sec. XVII, si trovano opere pittoriche di Isidoro Bianchi da Campione (1648-1655), nonché un'Annunciazione di Salvatore Pozzi, (1646) e una Visitazione di Giovan Battista Pozzo Junior (1640). Nel 1682 il santuario fu temporaneamente adibito a sede della parrocchia di Cressogno.

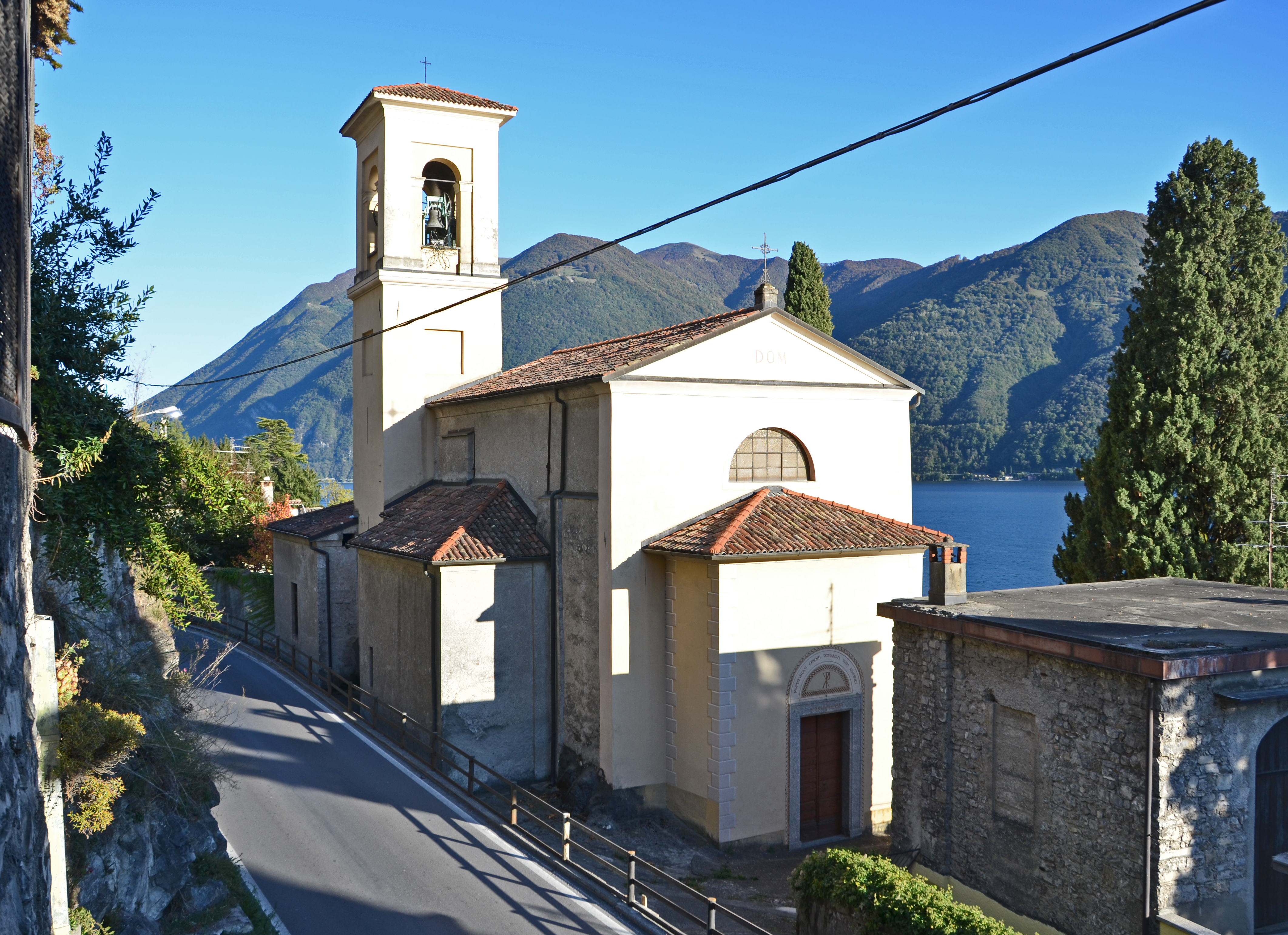
Chiesa di San Nicolao

#### Chiesa di San Nicolao
Già attestata al 1677, la chiesa di san Nicolao (o san Nicola) fu riedificata come chiesa parrocchiale nel 1683.
All'esterno, una nicchia realizzata nella parete esterna meridionale ospita una statuetta del santo titolare
Allo stesso santo sono dedicati anche alcuni affreschi che, all'interno, ornano il presbiterio. Due di essi si riferiscono a episodi attribuiti alla vita del santo: San Nicola ordina la distruzione di un tempio pagano (con San Nicola rappresentato in fattezze che richiamano quelle di San Carlo Borromeo) e San Nicola dona l'oro per la dote delle giovani. Un altro affresco riporta invece la scena di due sacerdoti in barca che, dopo aver pregato il santo, rovesciano nel lago un'anfora da olio piena di piccoli demoni per placare una tempesta scatenata da un diavolo femmineo.

#### Oratorio di San Carlo
Il tempietto di San Carlo Borromeo fu eretto nel 1617 su progetto di Domenico Tibaldi (fratello di Pellegrino Tibaldi da Puria).